# ホエア・ザ・ストリーツ・ハヴ・ノー・ネイム
『ホエア・ザ・ストリーツ・ハヴ・ノー・ネイム』（約束の地、Where the Streets Have No Name）は『ヨシュア・トゥリー』（The Joshua Tree）に収録されているU2の楽曲で、シングルリリースされた。

## 概要
アムネスティ・インターナショナル主催の希望の戦略ツアーへの参加などで中断していた『The Joshua Tree』のレコーディングが再開する前に、決定的なライブ曲をものにしようとエッジが自宅で作ったデモが元になっており、初期のタイトルを「3-D Funk」といった。元ネタはThe Whoの「Pinball Wizard」である。が、曲の複雑な構成のためにレコーディングは難航。レコーディングの約半分はこの曲に費やされ、業を煮やしたイーノは、一度、曲を全部消してしまおうとしたのだが、後にR.E.M.やマドンナのプロデュースをするパット・マッカーシーに説得され、思い留まった。結局、最後はあちこち継ぎ接ぎして、スティーヴ・リリーホワイトが仕上げた。
歌詞は、ベルファストでは住む場所（Streets）によって宗教や職業や収入が分かってしまうという話を聞いたボノが、エチオピア旅行を経て、そういった都市や社会の価値観に囚われていない「名もなき場所」（Where the Streets Have No Name）の願いを込めて書いたもの。『The Joshua Tree』では、クイッシー・ハインドのアドバイスによりボノは意識的にきちんとした歌詞を書いたが、この曲はThe Unforgettable Fire以前の歌詞と同じく、スケッチ風と評している。なおこの歌詞は歌詞はエチオピア北部のアビジャという町のテントの中で、エア・インディアのエチケット袋に書きつけたものである。
「Where the Streets Have No Name」はU2のライブのハイライト曲となるとともに、この曲のイントロのエッジのギターは、欧米では「チャイムのような音」と評され、ロック界に大きな衝撃を与えた。

## 収録曲
Version 1（日本盤）
1. Where the Streets Have No Name (Single Version)
2. Silver and Gold
3. Sweetest Thing

Version 2（UK盤）
1. Where the Streets Have No Name (Single Version)
2. Race Against Time
3. Silver and Gold
4. Sweetest Thing

Version 3 CD（オーストラリア盤）
1. Where the Streets Have No Name (Single Version)
2. Race Against Time
3. Silver and Gold
4. Sweetest Thing
5. Race Against Time

## PV
- 監督：メイアート・エイヴィス
- プロデューサー：マイケル・ハムリン、ベン・ドセット
- ロケ地：7th Ave and Main St（ロサンゼルス）
- 撮影日：1987年3月27日
- リリース日：1987年8月

撮影は1987年3月27日、ロサンゼルスのダウンタウン7th Ave and Main Stにあるとある酒屋の屋上で行われた（なおその際U2の「メンバーはThe Rosslyn Million Dollar Hotelを発見し、2000年の映画「ミリオンダラー・ホテル（The Million Dollar Hotel）」に繋がった）。
そのロケーションから、映画『Let It Be』に収められているThe Beatlesの最後のコンサートと比較されることが多い（なおU2は「Beautiful Day」の時も、Top of the Popsのためにクラレンスホテルの屋上で、『No Line on the Horizon』がリリースされた時も、BBCの屋上でライブをやっている）。
撮影の準備には1週間を費やし、その間、クルーはファンが殺到しても建物が壊れないか調べ、警察が電源を切って撮影を続行できるように予備の発電機を用意した。そして撮影当日、ラジオのDJは午前中「3時30分からU2がライブをやる。3万人は集まってほしい」と宣伝しまくり、結局、1000人ほどのファンが撮影現場に集まった。そのファンとロス市警の前でU2は「Where the Streets Have No Name」を4回、「People Get Ready」、「In God's Country」、「Sunday Bloody Sunday」、「Pride (In The Name Of Love)」の計7曲を演奏した。Prideを演奏している途中で、電源が切られてしまったが（動画の2:50あたり）、ファンの歌声は止まなかった。実はU2はPVを盛り上げるために警察の介入を望んでいたのだが、ロス市警はわりと辛抱強く撮影を見守ってくれた。なおPVの音源はライブではなくアルバムからである。
Alternate Versionは雲の映像や「ゴーストバスターズ」「マスク」「ポリスアカデミー２」のロケ地として有名なFire Station No. 23などの映像が付け加えられている。シングルがリリースされた際、アメリカやオーストラリアでのプロモーション活動に使われた。このPVは北米以外のiTunesで販売されている。

## ライブ
Where the Streets Have No Nameは「最低のライブでもこの曲をやれば立ち直れる」（ボノ）特別な曲で、これまで700回以上演奏されている。The Joshua Treeツアーではオープニング曲として演奏され、109回のショーのうちこの曲を演奏しなかったのは12回、Lovetownツアーでは47回のショーのうち演奏しなかったのはたった１回である。
Zoo TVツアーでは毎回演奏され、その際、スクリーンにはThe Joshua Tree時代の砂漠を歩くメンバーの姿が映し出され、それに向かってボノが手を振るパフォーマンスが行われた（このパフォーマンスは360度ツアーで復活した）。またいくつかのライブではエレクトロダンスぽいアレンジが施され、ボノはPet Shop Boysのカバーヴァージョン「Where the Streets Have No Name (I Can't Take My Eyes off You)」を真似て無機質な声で歌った。このエレクトロヴァージョンはPopmartツアーでも時々演奏された。
9．11テロ直後のElevationツアーでのニューヨーク公演では、この曲を演奏する際、観客席をライトアップするというパフォーマンスが行われたが、その観客の目に光る涙を見たボノは、「You look so beautiful tonight」と叫び、後にこれは「City of Blinding Lights」の歌詞に使われた。また2002年の第36回スーパーボウルではハーフタイムショーに登場し、スクリーンに9.11テロの犠牲者の名前を映し出し、ボノがジャケットをめくって裏地の星条旗を見せるというパフォーマンスを見せた。
Vertigoツアーの際、 一度、セットリストから外れる案もあったが、アダムとラリーの反対で撤回され、結局、すべてのライブで演奏された。その際、ステージのLEDビデオスクリーンにはアフリカ各国の旗が映し出され、これを見てこの曲が生まれたエチオピアの村のことを思い出したボノは、ツアー初日、「今、20年の時を経て、アフリカに戻ってきた。あのカラカラの大地と砂漠が初めて何ものかになったんだ」とスピーチした。

## アウトアピアランス
- ニュースステーション - 2003年9月29日から2004年3月26日までオープニングテーマとして使用された。他にスポーツコーナーでは「Lady With The Spinning Head」、ニュースフラッシュでは「Discotheque」、エンディングテーマとして「Electrical Storm」が使用された。
- Greatest Irish Bands (2004) - ユニバーサル・ミュージックが編集したアイルランドの有名バンドの代表曲を収録したコンピ。『The Best of 1980 – 1990』に収録されていた「Where the Streets Have No Name (Best Of Edit)」とボノとClannnadが共演した「In a Lifetime」が収録されている。またDisc 2には『Sightings Bono』というショートフィルムが収録されている。ダブリンの街中でボノを頻繁に見かけるようになった少女が、ついに自分が働いている店でボノに出会うという内容。ボノ自身は出演していない。脚本を書いたのは、マネージャーのポール・マクギネスの妻・キャシー・ギルフィランが脚本を書いた。また娘のアレクサンドラ・マクギネスもチョイ役で出演している。[10]

## カバー
- Pet Shop Boys (1991) - エレポップに仕立てた挙句、「Can't Take My Eyes Off You」というスタンダードナンバーと繋げるという荒技をやってのけ、全英４位と大ヒットしたが、ボノはこのカバーに激怒し、一時期、両者の間柄は険悪になった（現在は和解）。
- ヴァネッサ・カールトン（2004） - アメリカのシンガーソングライター。『Harmonium』収録。
- Muse (2010) - ボノの背中の怪我のせいでドタキャンした2010年のグラストンベリー・フェスティバルではU2のかわりにトリを務めたMuseとエッジがこの曲で共演した。
- ブルース・スプリングスティーン (2014) - U2のボノが主宰する団体(RED)主催のイベント「A (RED) Thank You」に、 自転車からの転落事故により重傷を負ったボノの代わりにこの曲でU2と共演した。[11]

## リミックス
- High Contrast Remix (2012)

by Lionel Barrett 
(『Isles of Wonder 』収録)
2012年7月12日に行われたロンドン・オリンピック開会式に使用した曲を収録したコンピに収録されている。この開会式では「Beautiful Day」と「Where the Streets Have No Name」が使われたが、後者だけ収録されている。リミックスを手掛けたのはLionel Barrettというウェールズの有名なDJで、彼は開会式の最中「Had to go in on a U2 remix! Yo bono tah for the remix parts!」とツイートした。
- Flood Remix (2017)

by Flood
(『The Joshua Tree 30th Anniversary Edition』収録)

## オマージュ
日野啓三の『きょうも夢みる者たちは』という短編集に収録されている 『ランナーズ・ハイ』という作品の冒頭に「きょうも夢みる者たちは死んでゆく向こう側に何があるかを見ようとして（U2「ヨシュア・トゥリー」）」とこの曲の歌詞を引用している。

## B面

### Race Against Time
キング・サニー・アデというナイジェリアの歌手にインスパイアされてエッジが作った曲で、ボノは歌詞の一部をエチオピア語で歌っている。ピーター・ゲイブリエルのようだという評もある。

### Sweetest Thing
妻の誕生日だというのに『The Joshua Tree』のレコーディングで祝うことができなかったボノからアリへの謝罪の曲。ポップな曲でエッジは「新境地」と述べている。1998年にリテイクされてヒットした。ナイル・ストークスはRace Against Time とともに90年代のU2の方向性を示すものと評している。

### Silver and Gold
→『魂の叫び』

## 評価

### イヤーオブ
- 1987年ホットプレス年間ベストアイリッシュシングル第４位
- 1989年グラミー賞最優秀パフォーマンス・ミュージック・ビデオ賞

### オールタイム
- 1998年BBCレディオ１が選ぶベストソング第63位[13]
- 2002年Qマガジンが選ぶもっともエキサイティングな曲50第16位[14]
- 2006年Qマガジンが選ぶオールタイムベストソング100第43位[15]
- 2008年ローリングストーンが選ぶオールタイム偉大なギターソング100第28位[16]
- 2009年ラジオヴェロニカ（オランダ）が選ぶ８０年代ベストソング100第83位[17]
- 2012年Qマガジンが選ぶベストソング1001第459位[18]
- 2014年NMEが選ぶオールタイムベストソング500第404位[19]